# Intensidad de tráfico
En telecomunicaciones las redes, la intensidad del tráfico es una medida de la ocupación media de un servidor o un recurso durante un período determinado de tiempo, normalmente en la hora pico. El tráfico se mide en Erlangs, que se define como la relación entre el tiempo durante el cual un instalación está ocupada de forma acumulativa a la vez este servicio está disponible para su ocupación. 
En una red digital, la intensidad del tráfico es la siguiente: 
{\displaystyle {\frac {aL}{R}}}
donde 
a es la tasa promedio de llegada de paquetes (por ejemplo, los paquetes/seg)
L es la longitud media del paquete (por ejemplo, en bits), y
R es la tasa de transmisión (por ejemplo, los bits/seg)
Una intensidad de tráfico mayor de un Erlang significa que la velocidad a la que llegan los bits es superior a la tasa de bits a la que se pueden transmitir y. por tanto, el retardo de cola crecerá sin límite (si la intensidad del tráfico se mantiene igual).  Si la intensidad del tráfico es inferior a un erlang, a continuación, el router puede manejar más tráfico promedio. 
Los operadores de telecomunicaciones tienen un interés vital en la intensidad de tráfico, como lo dicta la cantidad de equipo que debe suministrar.